# Xeno (album)
Xeno è il terzo album in studio del gruppo musicale giapponese Crossfaith, pubblicato il 16 settembre 2015 dalla Ariola Japan (sotto licenza della Sony Music) in Giappone, dalla UNFD negli Stati Uniti e dalla Razor & Tie nel resto del mondo.

## Tracce
1. System X – 1:35
2. Xeno – 4:12
3. Raise Your Voice – 3:42
4. Devil's Party – 3:16
5. Ghost in the Mirror (feat. Caleb Shomo) – 3:33
6. Dystopia – 3:18
7. Wildfire (feat. Benji Webbe) – 3:58
8. Tears Fall – 4:19
9. Paint It Black – 3:49
10. Vanguard – 3:26
11. Calm the Storm – 3:27
12. Astral Heaven – 5:01

Tracce bonus nell'edizione deluxe
1. Madness – 3:34
2. Dance with the Enemy – 3:28
3. S.O.S – 3:39

## Formazione
- Koie Kenta – voce
- Takemura Kazuki – chitarra
- Ikegawa Hiroki – basso
- Amano Tatsuya – batteria, percussioni
- Tamano Terufumi – tastiera, sintetizzatore, programmazione, voce secondaria

## Classifiche
| Classifica (2015) | Posizione massima |
| ----------------- | ----------------- |
| Australia         | 82                |
| Giappone          | 14                |
| Regno Unito       | 136               |